# 11 maneras de ponerse un sombrero
11 maneras de ponerse un sombrero es el decimotercer álbum de estudio del cantautor español Miguel Bosé (el sexto con la casa musical WEA), Fue lanzado al mercado el 17 de marzo de 1998 en Panamá.
Las canciones de este álbum pertenecen a la tradición musical latina y en varios de los casos, como Alfonsina y el mar, tienen ya varias versiones aparte de la de sus compositores originales. Por decisión personal, Bosé solo incluyó canciones de autores de habla hispana, francesa y portuguesa.
A pesar de no componer ninguna de las canciones, Miguel Bosé logra darle un estilo individual a cada una de las canciones, en este trabajo resultó fundamental la participación de Greg Walsh y Chris Cameron quienes hicieron los arreglos para cada tema.

## Realización y Promoción
Para este trabajo discográfico, Bosé seleccionó canciones de autores latinos que han sido de su agrado desde sus inicios de carrera; De entre 40 canciones, se eligieron 18 y al final sólo se grabaron 13; pero solo 11 aparecieron en el disco. La elección fue "complicada y difícil" según Bosé. Salomé, Fito Páez, Charles Trenet y Agustín Lara son algunos de los autores adaptados y Alfonsina y el mar o Usted abuso algunos de los temas interpretados. Canciones de toda la vida adaptadas por el artista, que también usa su talento como actor en un álbum calificado por él mismo como de "muy cinematográfico".
De los 11 temas que contiene el disco; 2 temas son en el idioma francés: La Mer y Ne Me Quitte Pas. Este nuevo disco es de corte romántico, donde presenta 11 viejos temas que fueron conocidos en algún momento de la historia musical latinoamericana.
La primera canción que se seleccionó para promocionar este álbum; fue la canción de Carlos Varela: Muro; para promocionar este sencillo se grabó un vídeo en Cuba con tonalidades sepias con un escenario de un corredor con grandes ventanales.
El segundo sencillo que se seleccionó para promocionar este álbum; fue la canción Solo pienso en ti, la cual es del autor García Blanca; para el cual se realizó un vídeo donde Bosé aparece en traje completamente blanco con fondos azules.  La canción tuvo un éxito y aceptación moderado.

## Lista de canciones
| 11 maneras de ponerse un sombrero |                                                      |          |  |
| N.º                               | Título                                               | Duración |  |
| 1.                                | «El amor después del amor» (Fito Páez)               | 4:00     |  |
| 2.                                | «La mer» (Charles Trenet y A. Lasry)                 | 4:51     |  |
| 3.                                | «Causas y azares» (Silvio Rodríguez)                 | 4:06     |  |
| 4.                                | «Muro» (Carlos Varela)                               | 4:23     |  |
| 5.                                | «La belleza» (Luis Eduardo Aute)                     | 7:33     |  |
| 6.                                | «Sólo pienso en ti» (Rodrigo García Blanca)          | 3:24     |  |
| 7.                                | «Un vestido y un amor» (Fito Páez)                   | 3:39     |  |
| 8.                                | «Ne me quitte pas» (Jacques Brel)                    | 5:00     |  |
| 9.                                | «Usted abusó (Você abuso)» (Antonio Carlos y Jocafi) | 3:39     |  |
| 10.                               | «Alfonsina y el mar» (Ariel Ramírez y Félix Luna)    | 5:45     |  |
| 11.                               | «Mentira Salomé / Palmera» (I. Piñeiro/Agustín Lara) | 4:11     |  |
| 50:31                             |                                                      |          |  |

## Créditos de realización
- Guitarra acústica: Giorgio Mantovan
- Arreglos: Chris Cameron, Greg Walsh
- Arreglos de orquesta: Chris Cameron
- Bajo: Paolo Costa
- Coros: Bernadino Pérez Fitz, Celia Vergara, Chris Cameron, Cristina Narea, Enrique Mendoza Torres, Helen De Quiroga, Javier Quilez, José María Guzmán, Katie Kissoon, María Caneda, Tessa Niles
- Coproductor: Chris Cameron
- Director de concierto: Gavin Wright
- Conducción de coros: María Caneda
- Conducción de orquesta: Chris Cameron
- Doble Bajo: Chris Laurence, Paul Cullington
- Percusiones: Per Lindvall
- Ingenieros: Juan González, Lorenzo Cazzaniga, Mike Ross-Trevor, Oscar Vinader Pérez
- Asistentes de ingeniería: Dave Clarke, Raquel Fernández, Simon Changer, Óscar Claros
- Flautas: Andy Findon, Helen Keen
- Guitarras: Giorgio Mantovan
- Instrumentos de viento: Derek Watkins, Hugh Seenan, Mike Thompson, Richard Watkins, Steve Sidwell, Stuart Brooks
- Teclados: Chris Cameron
- Masterización: Antonio Baglio
- Oboe: John Anderson
- Orquesta: London Session Orchestra
- Percusiones: Daniele Di Gregori
- Productor: Greg Walsh
- Programación: Giovanni Boscariol
- Saxofón: Chris White, Jamie Talbot, Phil Todd
- Cuerdas: Anthony Pleeth, Gavin Wright, George Robertson, Perry Montague-Mason
- Trombones: Dave Stewart, Peter Beachill
- Trompetas: Steve Sidwell, Stuart Brooks
- Viola: George Robertson
- Violines: Gavin Wright, Perry Montague-Mason, Roger Garland